# Christofer Gonzáles
Christofer Gonzáles Crespo (Lima, 12 d'octubre de 1992) és un futbolista internacional peruà format a les categories de l'Universitario de Deportes, amb el qual va debutar en la Primera Divisió del Perú durant la temporada 2012, en què van obtenir el títol de la Lliga peruana de futbol del 2013. Va jugar un total de 100 partits oficials i va marcar 18 gols. A mitjans de 2005 va ser cedit al Colo-Colo de la Primera Divisió de Xile.